# 小宮山莉渚
小宮山 莉渚（こみやま りな、2005年7月14日 - ）は、日本の俳優、ファッションモデル、歌手である。
ダンスボーカルグループMISS MERCYの元メンバー。
宮城県出身。スターダストプロモーション所属。

## 経歴
幼少期の頃から芸能界に入るのが夢で、2018年に姉の勧めでオーディションに参加。そこでスカウトされ、俳優の道を進む。
2019年10月3日、三井不動産「三井に住んでいます。「いい日の糸篇」」でTVCM初出演。
2021年1月29日公開の映画『ヤクザと家族 The Family』で映画初出演。
2022年2月9日、ダンスボーカルグループMISS MERCYの発足メンバーとなる。
2022年3月29日発売の自身初となる1st写真集『少女果実』を発売。同年11月20日発売のファッション雑誌『non-no』2023年1月・2月合併号でnon-noの専属モデルとなった。
2024年3月26日、NHK総合・NHK BSプレミアム4Kにて放送された第47回創作テレビドラマ大賞」受賞作・特集ドラマ『ケの日のケケケ』でテレビドラマ初出演。同年7月5日から放送予定のフジテレビ系金曜9時ドラマ『ビリオン×スクール』で連続ドラマ初出演。
2025年2月24日、MISS MERCYを脱退した。

## 人物
趣味はお菓子を作ることで、映画『魔女の宅急便』のニシンのパイ、メロンパンなどをプライベートで作っている。その他にも囲碁、ダンスの練習、などをしている。
かつてはダンスボーカルグループMISS MERCYのメンバーであった。

## 出演
※ MISS MERCYとしての出演は「MISS MERCY」を参照。

### 映画
- ヤクザと家族 The Family（2021年1月29日公開、スターサンズ/KADOKAWA）- 工藤彩 役
- 少女は卒業しない（2023年2月23日公開、クロックワークス） - 神田杏子 役[11]
- 違国日記（2024年6月7日公開、東京テアトル / ショウゲート） - 楢えみり 役[12][13]

### テレビドラマ
- ケの日のケケケ（2024年3月26日、NHK総合・NHK BSプレミアム4K） - 皆見樹李 役[7][14]
- ビリオン×スクール（2024年7月5日 - 9月13日、フジテレビ） - 大杉美波 役
- 彼女がそれも愛と呼ぶなら（2025年4月3日 - 6月6日、読売テレビ・日本テレビ） - 水野千夏 役[15]

### TV
- 囲碁フォーカス（2021年7月4日、NHK Eテレ）-「フォーカス・オン」のコーナーで、同郷の一力遼NHK杯との対談および九子局での指導碁[16]。初段の力があると評される。

### 配信ドラマ
- 『ビリオン×スクール』FODオリジナルストーリー（2024年9月13日、FOD） - 大杉美波 役[17]

### ファッションショー
- 東京ガールズコレクション
  - 第37回 マイナビ 東京ガールズコレクション 2023 AUTUMN／WINTER（2023年9月2日、さいたまスーパーアリーナ）[18]
  - CREATEs presents TGC KITAKYUSHU 2023 by TOKYO GIRLS COLLECTION（2023年10月7日、西日本総合展示場新館）[19]
- GirlsAward
  - Rakuten GirlsAward 2023 AUTUMN/WINTER（2023年9月30日、幕張メッセ）[20]
  - Rakuten GirlsAward 2024 SPRING/SUMMER（2024年5月3日、代々木第一体育館）[21]
  - Rakuten GirlsAward 2024 AUTUMN/WINTER（2024年10月19日、幕張メッセ）[22]
  - Rakuten GirlsAward 2025 SPRING/SUMMER（2024年5月3日、代々木第一体育館）[23]

### ミュージック・ビデオ
- とた「曇りの月」（2025年1月22日）[24]
- Omoinotake 「ひとりごと」（2025年4月25日）[25]

### CM
- 三井に住んでいます。いい日の糸篇（2019年10月3日 - 、三井不動産）
- 受験はおそろしい？（2020年1月15日 - 、早稲田アカデミー）[26]
- 5Gってドラえもん？「タケコプター」篇（2020年7月20日 - 、ソフトバンク）
- 世界を元気に。くらしを理想に。（2021年6月24日 - 、パナソニック）[27]
- 「ノーシンピュア」Web動画（2025年1月10日、株式会社アラクス）[28]

## 書籍

### 雑誌
- non-no（2023年1・2月合併号 - 、集英社） - 専属モデル

### 書籍
- NEXTGIRL図鑑2021-2022（2021年10月29日、玄光社）ISBN 978-4-7683-1523-1
- 小宮山莉渚1st写真集『少女果実』（2022年3月29日、東京ニュース通信社）ISBN 978-4-86701-415-8